# RideLondon Classique 2024
De tiende vrouweneditie van de wielerwedstrijd RideLondon Classique, met start in Saffron Walden en finish in Londen, werd gehouden van 24 tot en met 26 mei 2024. De wedstrijd maakt deel uit van de UCI Women's World Tour 2024. Titelverdedigster Charlotte Kool werd opgevolgd door Lorena Wiebes, die alle drie etappes en tevens het eind- en puntenklassement wist te winnen.

## Deelnemende ploegen
Elf World Tourploegen namen deel, aangevuld met negen continentale ploegen. Er stonden vier Nederlandse en een Belgisch team aan de start.
| UCI World Tour teams                                                                              | UCI World Tour teams                                                  | UCI Continental teams                                                                    | UCI Continental teams                                            |
| ------------------------------------------------------------------------------------------------- | --------------------------------------------------------------------- | ---------------------------------------------------------------------------------------- | ---------------------------------------------------------------- |
| AG Insurance-Soudal Canyon-SRAM Ceratizit-WNT DSM-Firmenich PostNL Human Powered Health Lidl-Trek | Liv AlUla Jayco SD Worx-Protime Visma-Lease a Bike UAE Team ADQ Uno-X | Ara-Skip Capital BePink-Bongioanni Coop-Repsol Das-Hutchinson-Brother UK Doltcini O’Shea | Lifeplus Wahoo Saint Michel-Mavic-Auber 93 Torelli VolkerWessels |

## Etappe-overzicht
| etappe | datum  | start          | finish     | afstand | type       | winnaar       | klassementsleider |
| ------ | ------ | -------------- | ---------- | ------- | ---------- | ------------- | ----------------- |
| 1      | 24 mei | Saffron Walden | Colchester | 159 km  | Vlakke rit | Lorena Wiebes | Lorena Wiebes     |
| 2      | 25 mei | Maldon         | Maldon     | 143 km  | Vlakke rit | Lorena Wiebes | Lorena Wiebes     |
| 3      | 26 mei | Londen         | Londen     | 91 km   | Vlakke rit | Lorena Wiebes | Lorena Wiebes     |

## Klassementenverloop
| Etappe       | Winnaar       | Algemeen klassement · | Puntenklassement · | Bergklassement · | Jongerenklassement · | Ploegenklassement |
| ------------ | ------------- | --------------------- | ------------------ | ---------------- | -------------------- | ----------------- |
| 1            | Lorena Wiebes | Lorena Wiebes         | Lorena Wiebes      | Rebecca Koerner  | Eleonora Gasparrini  | Liv AlUla Jayco   |
| 2            | Lorena Wiebes | Lorena Wiebes         | Lorena Wiebes      | Rebecca Koerner  | Eleonora Gasparrini  | Ceratizit-WNT     |
| 3            | Lorena Wiebes | Lorena Wiebes         | Lorena Wiebes      | Rebecca Koerner  | Eleonora Gasparrini  | Ceratizit-WNT     |
| 0Eindstanden | 0Eindstanden  | Lorena Wiebes         | Lorena Wiebes      | Rebecca Koerner  | Eleonora Gasparrini  | Ceratizit-WNT     |

Mannen:
2011 · 
2012 (Olympische wegrit mannen / vrouwen) · 
2013 · 
2014 · 
2015 · 
2016 · 
2017 · 
2018 · 
2019 · 
2020 · 
2021 · 
Vrouwen: 2013 · 2014 · 2015 · 2016 · 2017 · 2018 · 2019 · 2020 · 2021 · 2022 · 2023 · 2024 · 2025
Tour Down Under ·
Cadel Evans Great Ocean Road Race ·
Ronde van de Verenigde Arabische Emiraten ·
Omloop Het Nieuwsblad ·
Strade Bianche ·
Ronde van Drenthe ·
Trofeo Alfredo Binda-Comune di Cittiglio ·
Brugge-De Panne ·
Gent-Wevelgem ·
Ronde van Vlaanderen ·
Parijs-Roubaix ·
Amstel Gold Race ·
Waalse Pijl ·
Luik-Bastenaken-Luik ·
Ronde van Spanje ·
Ronde van het Baskenland ·
Ronde van Burgos ·
RideLondon Classic ·
Ronde van Groot-Brittannië ·
Ronde van Zwitserland ·
Ronde van Italië ·
Ronde van Frankrijk ·
GP de Plouay-Bretagne ·
Ronde van Romandië ·
Simac Ladies Tour ·
Ronde van Chongming ·
Ronde van Guangxi
Afgelaste wedstrijden: Ronde van Scandinavië